# Pico Cogollal
El Pico Cogollal (10°23′39″N 67°23′21″O / 10.394227, -67.389101) es una formación de montaña, ubicada en límite entre el Parque nacional Henri Pittier y Monumento Natural Pico Codazzi, al Norte de San Mateo y al oeste de la Colonia Tovar, Venezuela. 
Sus referencias de altura varían entre 2387 m s. n. m. y 2420 m s. n. m., haciéndola una de las montañas más elevadas del Estado Aragua y de la Cordillera de la Costa.
El Cogollal recibe su nombre por las grandes comunidades de gramíneas gigantes conocidas como el "cogollo" en la falda de la montaña, parte abundante en las selvas caducas. Es una de las montañas de Aragua con un prominencia mayor de 100 metros.

## Ubicación
Pico Cogollal es parte del límite norte del Municipio Mariño entre la ciudad de San Mateo y El Corozal. Colinda hacia el Oeste con el Peñón de Gabante y el prominente Pico Codazzi y hacia el este con el Pico El Cenizo y el Pico La Negra. Hacia el Norte se continúa con el parque nacional Henri Pittier hasta la población de Paraulata.

## Topografía
Las características topográficas del Pico Cogollal son clásicas de los picos y montañas del Parque Henri Pittier con una elevación larga y estrecha y los lados empinados. La vegetación se caracteriza por la mezcla de bosques caducos montañosos y selva nublada, selva, nublada de transición y bosque de galería que acaban en el ecotono tropófilo, cardonal, y bosques semidesiduos que sustituyen los antiguos bosques caducos destruidos por el hombre, principalmente por la quema de los cerros. El Pico Cogollal, en su cumbre, se caracteriza por densos bosques nublosos.
El Cogollal y sus alrededores son parte de un sector montañoso de 25.750 hectáreas que se clasifican dentro de una ocurrencia de incendio que es moderada. La frecuencia de incendio es en promedio cada dos años que requiere el establecimiento de acciones de vigilancia, prevención y recuperación. La falta de control en estas zonas ocasiona daños severos de difícil recuperación ambiental. Sin embargo, entre 200 y 250 hectáreas en los alrededores de la montaña están en muy cercana proximidad al contacto humano por la carretera a Turmero y la Colonia Tovar. Ello hace que se clasifique esta región como extrema suscestibilidad, donde la frecuencia de incendio es de una vez por año. Estas son áreas de máxima prioridad que requieren la mayor vigilancia y prevención, ya que el no control ocasionaría la intervención de las zonas vitales de la hidrología, fauna y bosque del parque nacional Henri Pittier.

## Ascenso
El acceso se puede hacer iniciando en la ciudad turística Colonia Tovar por una carretera principal asfaltada que parte de Monte Oscuro y conduce a un camino de tierra secundario que amerita el uso de vehículo todoterreno y que sube hasta 1.900 m. aproximadamente en el lado sureste de la montaña. A partir de esta punto hasta la cumbre se accede por un sendero no muy definido. En vista de la densa selva, en los puntos más elevados del ascenso es necesario el uso de machetes para aclarar el camino. 
Una ruta más larga se logra por la comunidad de El Corozal al oeste de La Estancia o bien por extensión desde el Pico El Cenizo partiendo de un camino de tierra rudimentario en el lado suroeste de la montaña en la zona de Bracen a unos 1.900 m s. n. m.